# ダメージコントロール手術
ダメージコントロール手術（英語: Damage control surgery, DCS）は、重症外傷に対する術式のひとつ。

## 概要
重症外傷で外傷死の3徴（代謝性アシドーシス、血液凝固障害、低体温）が切迫した場合に大規模な根治的手術の侵襲が加わると、患者にとって致死的となりかねない場合がある。この場合、まず呼吸と循環に関わる損傷の治療を最優先とし、それ以外の損傷部分は根治手術可能な容態に回復してから二期的に再手術とすることがある。この場合の初回手術はダメージコントロール手術として、開胸・開腹術では、ガーゼ圧迫留置（パッキング）や単純結紮など止血と汚染回避に徹した簡易術式が選択される。
腹腔内圧が高く閉腹困難である場合、輸液用のフィルムバッグによる閉腹（silo closure）も検討される。多くの三次救急医療機関では、ダメージコントロールの思想を駆使して、多発外傷患者の救命に全力を尽くしている。